# Tamara Samsonovová
Tamara Mitrofanovna Samsonovová (rusky Тамара Митрифановна Самсóнова; * 5. února 1947 Užur), též známa jako The Granny Ripper nebo Baba Jaga, je ruská sériová vražedkyně, která byla zatčena v červenci 2015 pro podezření ze spáchání dvou velmi krutých vražd. Údajně trpí schizofrenií a již dříve byla třikrát hospitalizována v různých psychiatrických léčebnách.

## Životopis
Samsonovová se narodila 25. dubna 1947 ve městě Užur, které je nyní součástí Krasnojarského kraje.
Po absolvování střední školy se odstěhovala do Moskvy a nastoupila na Moskevskou státní jazykovou univerzitu. Po absolutoriu se přestěhovala do Petrohradu, kde se provdala za Alexeje Samsonova. V roce 1971 se s manželem usadila v nově postaveném panelovém domě číslo 4 na Dimitrovově ulici.
Nějakou dobu pracovala pro cestovní kancelář Intourist, nejdéle v Grand Hotel Europe. Před odchodem do důchodu pracovala v součtu 16 let.
V roce 2000 zmizel její manžel (pravděpodobně ho zabila a zbavila se těla). Obrátila se na policii, ale pátrání nic nepřineslo. O patnáct let později, v dubnu 2015, se znovu obrátila na úřady, tentokrát na vyšetřovací jednotku Fruzenského rajonu v Petrohradě, kde vydala prohlášení o zmizení svého manžela.

## Vraždy
Po zmizení jejího manžela začala Samsonovová pronajímat pokoj ve svém bytě. Podle vyšetřovatelů 6. září 2003 během hádky zabila svého nájemníka, 44letého obyvatele Norilsku. Poté jeho mrtvolu rozčtvrtila a pohodila na ulici.
V březnu 2015 se Samsonovová setkala s 79letou Valentinou Nikolajevnou Ulanovovou, která také žila na Dimitrovově ulici. Ulanovová nabídla Tamaře bydlení kvůli rekonstrukci bytu Samsonovou na nějaký čas ubytovala u ní. Samsonovová několik měsíců žila v bytě Ulanovové a pomáhala s domácími pracemi. V bytě se jí však zalíbilo a chtěla v něm zůstat déle, takže se odmítala se odstěhovat. Postupem času se vztah mezi oběma ženami zhoršoval a Ulanovová nakonec požádala Samsonovovou, aby odešla.
Po dalším konfliktu se Samsonovová rozhodla Ulanovovou otrávit. Samsonovová tedy odcestovala do Puškinu, kde se jí podařilo přesvědčit lékárníka, aby jí prodal lék na předpis, fenazepam. Po návratu do Petrohradu koupila salát Olivier, jedno z oblíbených jídel Ulanovové. Do salátu dala prášky a dala ho k jídlu nic netušící Ulanovové.
Samsonovová později našla tělo Ulanovové v noci 23. července ležet na podlaze v kuchyni. Rozřezala jej dvěma noži a pilou. Nejprve oběti odřízla hlavu, poté tělo rozpůlila a pomocí nožů rozřezala na kousky. Aby mohla vynést všechny pytle mimo byt, musela jít ven několikrát. Samsonovová nechala další části těla poházené po domě.
Večer 26. července bylo u rybníka v domě číslo 10 v Dimitrovově ulici nalezeno bezhlavé tělo Ulanovové s useknutými končetinami. Tělo bylo zabaleno do koupelnového závěsu. Balíček zpočátku několik dní nepřitahoval žádnou pozornost, dokud se jeden místní obyvatel nerozhodl nahlédnout dovnitř.
Totožnost zemřelé byla určena 27. července po dotazování obyvatel bytů. Po zaklepání na byt oběti policistům otevřela Samsonovová. Ti po vstupu dovnitř našli v koupelně stopy krve a také upevnění od odtrženého závěsu. Následně byla důchodkyně okamžitě zatčena.

### Vyšetřování a nařízená léčba
Dne 29. července 2015 byla Samsonovová předvedena před okresní soud ve Frunzenském rajonu v Petrohradě, kde byl vydán příkaz k jejímu zadržení.
Dne 26. listopadu 2015 byla nucena podstoupit forenzní psychiatrické vyšetření, které prokázalo, že představuje nebezpečí, jak pro společnost, tak pro sebe. A proto byla až do konce vyšetřování umístěna do specializovaného ústavu.
V prosinci 2015 byla Samsonovová poslána na povinnou psychiatrickou léčbu do specializované nemocnice v Kazani.
Je vyšetřována v souvislosti s celkem 14 vraždami.
Podle zpráv v médiích policie našla deník, který obsahoval podrobnosti o některých vraždách. Jedna položka, přeložená z ruštiny do češtiny, zněla: „Zabila jsem svého nájemníka Voloďu. V koupelně jsem ho rozřezala na kousky nožem a vložila jeho ostatky do igelitových sáčků, které jsem rozházela po různých částech Frunzenského rajonu.“